# Psila exigua
Psila exigua är en tvåvingeart som beskrevs av Wulp 1896. Psila exigua ingår i släktet Psila och familjen rotflugor. Inga underarter finns listade i Catalogue of Life.